# Петруша, Фёдор Андреевич
Фёдор Андреевич Петруша — советский металлург, заведующий отделом ЦК КП(б)У, председатель Совета народного хозяйства Вологодского экономического административного района.

## Биография
Родился в 1907 году в рабочей семье в Каменском.
В 1926—1928 — подручный токарь, в 1928—1929 — электромонтер Днепровского металлургического завода имени Дзержинского города Каменское.
В 1929—1934 годах — студент Днепропетровского металлургического института имени Сталина, получил специальность инженера-электрометаллурга.
Член ВКП(б) с 1932 года.
В 1934—1935 гг. — инженер-исследователь, руководитель мартеновской группы отдела организации труда Днепровского металлургического завода имени Дзержинского города Каменское.
В 1935 году — в Красной армии. Служил курсантом-однолетником 137-го артиллерийского полка Резерва Главного Командования в Чугуеве Харьковской области.
В 1935—1937 годах — старший инженер мартеновской группы технического отдела, в 1937 году — начальник смены мартеновского цеха № 3, в 1937—1938 годах — начальник мартеновского цеха, в 1938—1939 годах — начальник лабораторно-исследовательского завода. города Днепродзержинска.
В 1939—1941 годах — партийный организатор (парторг) ЦК ВКП(б) Днепровского металлургического завода имени Дзержинского города Днепродзержинска. Одновременно в 1939—1941 годах — 1-й секретарь Заводского районного комитета КП(б)У Днепровского металлургического завода имени Дзержинского города Днепродзержинска.
В 1941—1942 годах — 2-й секретарь Сталинского районного комитета ВКП(б) города Магнитогорска Челябинской области.
В 1942—1946 гг. — партийный организатор (парторг) ЦК ВКП(б) Магнитогорского металлургического комбината имени Сталина города Магнитогорска Челябинской области.
До декабря 1946 года — в распоряжении Днепропетровского областного комитета КП(б)У.
В декабре 1946 — октябре 1947 года — 1-й секретарь Амур-Нижнеднепровского районного комитета КП(б)У города Днепропетровска.
В октябре 1947 — ноябре 1948 года — заведующий отделом металлургической промышленности ЦК КП(б)У.
В ноябре 1948 — июне 1950 года — заместитель заведующего отделом тяжелой промышленности ЦК КП(б)У.
До июня 1957 года — заместитель министра чёрной металлургии СССР.
1 июня 1957 — декабрь 1961 — председатель Совета народного хозяйства Вологодского экономического административного района РСФСР.
В 1961—1980 годах — заместитель начальника управления «Тяжпромэкспорт» Минвнешторга СССР.
Умер в 1982 году в Москве.

## Награды
- четыре ордена Трудового Красного Знамени (15.01.1943, 23.01.1948; 30.01.1952[4]; 19.07.1958[5])
- орден Красной Звезды
- медаль «За доблестный труд в Великой Отечественной войне 1941—1945 гг.» (1945)
- медали